# سور الأزبكية
سور الأزبكية هو مكان شهير في القاهرة يضم الآن 132 مكتبة أمام مسرح العرائس في بالعتبة في القاهرة، مصر والتي يجمع بينها جميعاً بيع وشراء الكتب المستعملة.

## أهمية السور
السور يعد مقصد لعدة فئات :
- الباحثين عن الكتب القديمة التي لم تعد تطبع الآن ليس لهم إلا هذا السور ففيه يتم بيع واستبدال وشراء كافة أنواع الكتب
- كذلك الراغبين في شراء الكتب بثمن زهيد يقصدون السور
- الأطفال والراغبين في مجلات التسلية دون إرهاق كاهل أسرهم بمزيد من المصروفات

## سور الأزبكية ومعرض الكتاب
لسور الأزبكية عدد من الزائرين والرواد لا يستهان به مما حدا بالهيئة المصرية العامة للكتاب بتخصيص مكان بنفس الاسم سور الأزبكية في معرض القاهرة الدولي للكتاب والذي يقام بشكل دوري في مستهل كل عام.
ويشهد القسم الخاص بالسور في المعرض كل عام ازدحاماً شديدا ورواجاً في حركة البيع إلا أن هذا القسم في المعرض يفتقر إلي نوع من أنواع التنظيم

## جوله الأزبكية
هي جولة تقام في جامعات مصر الأجنبية والحكومية وساقية الصاوي؛ لدعم ثقافة الكتاب لدي الطلبة المصريين برعاية منظمة الطلاب في المشاريع الحرة العالمية وذالك باستخدام اسم الأزبكية ذو القيمة الثقافية الكبيرة.

## انظرأيضًا
- قائمة أسوار وأبواب القاهرة القديمة
- معرض القاهرة الدولي للكتاب

## وصلات خارجية
- مكتبه سور الأزبكيه الإلكترونية
- الموقع الرسمى لمنظمه الطلاب في المشاريع الحرة مصر
- موقع الازبكيه لبيع الكتب المستعمله